# Liste des monuments historiques de la Vienne (M-Z)
Cet article présente une partie des monuments historiques de la Vienne, en France.
- Haut – A
- B
- C
- D
- E
- F
- G
- H
- I
- J
- K
- L
- M
- N
- O
- P
- Q
- R
- S
- T
- U
- V
- W
- X
- Y
- Z

## Liste
Pour des raisons de taille, la liste est découpée en deux. Cette partie regroupe les communes débutant de M à Z. Pour les autres, voir la liste des monuments historiques de la Vienne (A-L).
- Pour les monuments historiques de la commune de Poitiers, voir la liste des monuments historiques de Poitiers.

| Monument                                                      | Commune                        | Adresse                                           | Coordonnées                                      | Notice                                           | Protection                                       | Date                                             | Illustration                                         |
| ------------------------------------------------------------- | ------------------------------ | ------------------------------------------------- | ------------------------------------------------ | ------------------------------------------------ | ------------------------------------------------ | ------------------------------------------------ | ---------------------------------------------------- |
| Château de La Roche-Gençay                                    | Magné                          |                                                   | 46° 21′ 55″ nord, 0° 24′ 00″ est                 | « PA00105517 »                                   | Inscrit                                          | 1981                                             | Château de La Roche-Gençay                           |
| Église Saint-Médard de Magné                                  | Magné                          |                                                   | 46° 21′ 25″ nord, 0° 23′ 32″ est                 | « PA00105518 »                                   | Inscrit                                          | 1952                                             | Église Saint-Médard de Magné                         |
| Chapelle de Maillé (détruite)                                 | Maillé                         |                                                   | à géolocaliser                                   | « PA00105519 »                                   | Inscrit                                          | 1947                                             | Chapelle de Maillé (détruite)                        |
| Abbaye de Bonnevaux                                           | Marçay                         |                                                   | 46° 29′ 05″ nord, 0° 13′ 56″ est                 | « PA00105520 »                                   | Inscrit                                          | 1967                                             | Image manquante Téléverser                           |
| Basilique Saint-Benoît-Labre                                  | Marçay                         |                                                   | 46° 27′ 43″ nord, 0° 13′ 52″ est                 | « PA86000043 »                                   | Inscrit                                          | 2011                                             | Image manquante Téléverser                           |
| Château de Bierson                                            | Marçay                         |                                                   | 46° 28′ 07″ nord, 0° 13′ 57″ est                 | « PA00105792 »                                   | Inscrit                                          | 1989 1997                                        | Image manquante Téléverser                           |
| Château de Montfaucon                                         | Marigny-Brizay                 |                                                   | 46° 44′ 45″ nord, 0° 23′ 17″ est                 | « PA86000013 »                                   | Inscrit                                          | 2001                                             | Image manquante Téléverser                           |
| Château de la Tour-de-Signy                                   | Marigny-Brizay                 |                                                   | 46° 45′ 03″ nord, 0° 21′ 12″ est                 | « PA00105521 »                                   | Inscrit                                          | 1943                                             | Image manquante Téléverser                           |
| Château de la Valette                                         | Marigny-Brizay                 |                                                   | 46° 43′ 01″ nord, 0° 23′ 16″ est                 | « PA00132785 »                                   | Inscrit                                          | 1994                                             | Image manquante Téléverser                           |
| Église Saint-Léger-la-Palu de Marigny-Brizay                  | Marigny-Brizay                 |                                                   | 46° 42′ 58″ nord, 0° 23′ 24″ est                 | « PA00105522 »                                   | Inscrit                                          | 1935                                             | Église Saint-Léger-la-Palu de Marigny-Brizay         |
| Manoir de la Mailleterie                                      | Marigny-Brizay                 |                                                   | 46° 45′ 11″ nord, 0° 23′ 22″ est                 | « PA00105523 »                                   | Inscrit                                          | 1935                                             | Image manquante Téléverser                           |
| Château de Sautonne                                           | Martaizé                       |                                                   | 46° 55′ 04″ nord, 0° 04′ 13″ est                 | « PA00105524 »                                   | Inscrit                                          | 1982                                             | Image manquante Téléverser                           |
| Château du Haut-Maulay                                        | Maulay                         |                                                   | 46° 59′ 25″ nord, 0° 13′ 07″ est                 | « PA86000057 »                                   | Inscrit                                          | 25 octobre 2018                                  | Image manquante Téléverser                           |
| Château de Mauprévoir                                         | Mauprévoir                     | Rue du Château                                    | 46° 10′ 32″ nord, 0° 30′ 54″ est                 | « PA86000058 »                                   | Inscrit (châtelet d'entrée)                      | 7 juin 2018                                      | Château de Mauprévoir                                |
| Pierre-Levée de Loubressac                                    | Mazerolles                     | Près de Crochet                                   | 46° 25′ 15″ nord, 0° 40′ 48″ est                 | « PA00105525 »                                   | Classé                                           | 1974                                             | Pierre-Levée de Loubressac                           |
| Église Saint-Romain de Mazerolles                             | Mazerolles                     |                                                   | 46° 24′ 17″ nord, 0° 41′ 03″ est                 | « PA00105526 »                                   | Classé                                           | 1919                                             | Église Saint-Romain de Mazerolles                    |
| Chapelle funéraire de Mazeuil                                 | Mazeuil                        |                                                   | 46° 47′ 19″ nord, 0° 04′ 59″ est                 | « PA86000035 »                                   | Inscrit                                          | 2008                                             | Image manquante Téléverser                           |
| Église Saint-Hilaire de Mazeuil                               | Mazeuil                        |                                                   | 46° 47′ 18″ nord, 0° 05′ 05″ est                 | « PA00105527 »                                   | Classé                                           | 1963                                             | Église Saint-Hilaire de Mazeuil                      |
| Église Notre-Dame de Mignaloux-Beauvoir                       | Mignaloux-Beauvoir             |                                                   | 46° 32′ 38″ nord, 0° 24′ 58″ est                 | « PA00105528 »                                   | Inscrit                                          | 1931                                             | Image manquante Téléverser                           |
| Logis de La Cigogne                                           | Mignaloux-Beauvoir             |                                                   | 46° 32′ 50″ nord, 0° 25′ 05″ est                 | « PA00105529 »                                   | Inscrit                                          | 1986                                             | Logis de La Cigogne                                  |
| Château d'Auxances                                            | Migné-Auxances                 |                                                   | 46° 37′ 49″ nord, 0° 18′ 29″ est                 | « PA00105530 »                                   | Inscrit Classé                                   | 1927 1994                                        | Château d'Auxances                                   |
| Église Sainte-Croix                                           | Migné-Auxances                 | Rue du Centre                                     | 46° 37′ 35″ nord, 0° 18′ 41″ est                 | « PA86000049 »                                   | Inscrit                                          | 2014                                             | Église Sainte-Croix                                  |
| Château de Rochefort                                          | Mirebeau                       |                                                   | 46° 47′ 31″ nord, 0° 13′ 02″ est                 | « PA00105531 »                                   | Inscrit                                          | 1925                                             | Image manquante Téléverser                           |
| Citadelle de Mirebeau                                         | Mirebeau                       |                                                   | 46° 47′ 21″ nord, 0° 11′ 05″ est                 | « PA00105537 »                                   | Inscrit                                          | 1941                                             | Image manquante Téléverser                           |
| Couvent des Franciscaines                                     | Mirebeau                       | 11 rue Nationale                                  | 46° 47′ 19″ nord, 0° 10′ 58″ est                 | « PA00105532 »                                   | Inscrit                                          | 1932 2003                                        | Image manquante Téléverser                           |
| Maison                                                        | Mirebeau                       | Rue Carnot                                        | 46° 47′ 09″ nord, 0° 10′ 46″ est                 | « PA00105535 »                                   | Inscrit                                          | 1927                                             | Image manquante Téléverser                           |
| Maison                                                        | Mirebeau                       | Route de Poitiers                                 | 46° 47′ 08″ nord, 0° 11′ 06″ est                 | « PA00105536 »                                   | Inscrit                                          | 1927                                             | Image manquante Téléverser                           |
| Prieuré Saint-André de Mirebeau                               | Mirebeau                       |                                                   | 46° 46′ 58″ nord, 0° 10′ 58″ est                 | « PA00105534 »                                   | Inscrit                                          | 1926 2003                                        | Image manquante Téléverser                           |
| Château de Moncontour                                         | Moncontour                     |                                                   | 46° 52′ 57″ nord, 0° 00′ 52″ ouest               | « PA00105538 »                                   | Classé Inscrit                                   | 1877 1995                                        | Château de Moncontour                                |
| Croix hosannière de Moncontour                                | Moncontour                     |                                                   | 46° 53′ 10″ nord, 0° 01′ 00″ ouest               | « PA00105539 »                                   | Inscrit                                          | 1986                                             | Image manquante Téléverser                           |
| Église Notre-Dame de Moncontour                               | Moncontour                     |                                                   | 46° 52′ 57″ nord, 0° 00′ 50″ ouest               | « PA00105538 »                                   | Inscrit                                          | 1995                                             | Image manquante Téléverser                           |
| Église Saint-Nicolas de Moncontour                            | Moncontour                     |                                                   | 46° 52′ 54″ nord, 0° 01′ 04″ ouest               | « PA00105540 »                                   | Inscrit                                          | 1985                                             | Église Saint-Nicolas de Moncontour                   |
| Ferme des Tiveaux                                             | Moncontour                     | Ouzilly-Vignolles                                 | 46° 54′ 01″ nord, 0° 00′ 30″ est                 | « PA00132787 »                                   | Inscrit                                          | 1994                                             | Image manquante Téléverser                           |
| Maison                                                        | Moncontour                     | Rue du Presbytère                                 | 46° 52′ 59″ nord, 0° 01′ 03″ ouest               | « PA00105542 »                                   | Inscrit                                          | 1927                                             | Image manquante Téléverser                           |
| Maison de Coligny                                             | Moncontour                     |                                                   | 46° 52′ 50″ nord, 0° 01′ 12″ ouest               | « PA00105541 »                                   | Inscrit                                          | 1927                                             | Image manquante Téléverser                           |
| Château de Mondion                                            | Mondion                        |                                                   | 46° 56′ 22″ nord, 0° 29′ 07″ est                 | « PA00105543 »                                   | Inscrit                                          | 1969                                             | Image manquante Téléverser                           |
| Chapelle de Beauvais                                          | Monthoiron                     |                                                   | 46° 44′ 53″ nord, 0° 35′ 46″ est                 | « PA00132786 »                                   | Inscrit                                          | 1994                                             | Chapelle de Beauvais                                 |
| Chapelle Saint-Médard d'Asnières                              | Monthoiron                     |                                                   | 46° 44′ 24″ nord, 0° 35′ 55″ est                 | « PA00125694 »                                   | Inscrit                                          | 1993                                             | Image manquante Téléverser                           |
| Château de Monthoiron                                         | Monthoiron                     |                                                   | 46° 43′ 59″ nord, 0° 36′ 42″ est                 | « PA00125695 »                                   | Inscrit Classé                                   | 1993 1996                                        | Château de Monthoiron                                |
| Domaine du Brassioux                                          | Monthoiron                     |                                                   | 46° 45′ 05″ nord, 0° 36′ 47″ est                 | « PA86000060 »                                   | Inscrit                                          | 2022                                             | Image manquante Téléverser                           |
| Pierre Soupèze                                                | Montmorillon                   | La Pierre-Soupèze                                 | 46° 23′ 35″ nord, 0° 57′ 22″ est                 | « PA00105544 »                                   | Classé                                           | 1978                                             | Image manquante Téléverser                           |
| Église Notre-Dame de Montmorillon                             | Montmorillon                   |                                                   | 46° 25′ 34″ nord, 0° 51′ 58″ est                 | « PA00105545 »                                   | Classé                                           | 1862                                             | Église Notre-Dame de Montmorillon                    |
| Église Saint-Martial de Montmorillon                          | Montmorillon                   |                                                   | 46° 25′ 36″ nord, 0° 52′ 18″ est                 | « PA00105546 »                                   | Inscrit                                          | 1984                                             | Église Saint-Martial de Montmorillon                 |
| Église Saint-Martin de Montmorillon                           | Montmorillon                   | Moussac                                           | 46° 24′ 35″ nord, 0° 54′ 15″ est                 | « PA00105547 »                                   | Inscrit                                          | 1985                                             | Église Saint-Martin de Montmorillon                  |
| Hôtel                                                         | Montmorillon                   | 7 rue Saint-Christophe                            | 46° 25′ 36″ nord, 0° 52′ 06″ est                 | « PA00105550 »                                   | Inscrit                                          | 1986                                             | Hôtel                                                |
| Hôtel de Moussac                                              | Montmorillon                   | 16 rue Solférino                                  | 46° 25′ 32″ nord, 0° 52′ 18″ est                 | « PA00105549 »                                   | Classé                                           | 1973                                             | Hôtel de Moussac                                     |
| Hôtel-Dieu de Montmorillon                                    | Montmorillon                   | 4 rue des Augustins                               | 46° 25′ 22″ nord, 0° 51′ 50″ est                 | « PA00105548 »                                   | Classé Inscrit Classé Inscrit                    | 1840 1930 1984                                   | Hôtel-Dieu de Montmorillon                           |
| Lanterne des morts de Moussac                                 | Montmorillon                   |                                                   | 46° 24′ 34″ nord, 0° 54′ 15″ est                 | « PA00105551 »                                   | Classé                                           | 1884                                             | Lanterne des morts de Moussac                        |
| Maison du Brouard                                             | Montmorillon                   | 6 rue de Montebello                               | 46° 25′ 34″ nord, 0° 52′ 00″ est                 | « PA00105552 »                                   | Inscrit                                          | 1942                                             | Maison du Brouard                                    |
| Montjoie de Montmorillon                                      | Montmorillon                   | Route de Bourg-Archambault à Moussac              | à géolocaliser                                   | « PA00105553 »                                   | Classé                                           | 1942                                             | Image manquante Téléverser                           |
| Octogone de Montmorillon                                      | Montmorillon                   | 4 rue des Augustins                               | 46° 25′ 18″ nord, 0° 51′ 51″ est                 | « PA00105548 »                                   | Classé                                           | 1840                                             | Octogone de Montmorillon                             |
| Château de Montreuil-Bonnin                                   | Montreuil-Bonnin               |                                                   | 46° 33′ 04″ nord, 0° 08′ 28″ est                 | « PA00105554 »                                   | Classé                                           | 1840                                             | Château de Montreuil-Bonnin                          |
| Église Saint-Hilaire de Montreuil-Bonnin                      | Montreuil-Bonnin               |                                                   | 46° 32′ 49″ nord, 0° 08′ 24″ est                 | « PA00105555 »                                   | Inscrit                                          | 1935                                             | Église Saint-Hilaire de Montreuil-Bonnin             |
| Château de Monts-sur-Guesnes                                  | Monts-sur-Guesnes              |                                                   | 46° 55′ 10″ nord, 0° 12′ 41″ est                 | « PA00105556 »                                   | Classé                                           | 1979                                             | Château de Monts-sur-Guesnes                         |
| Château de la Bâtie                                           | Mouterre-Silly                 |                                                   | 46° 59′ 49″ nord, 0° 03′ 07″ est                 | « PA00105557 »                                   | Inscrit                                          | 1969                                             | Image manquante Téléverser                           |
| Château de la Fuye                                            | Mouterre-Silly                 |                                                   | 46° 58′ 20″ nord, 0° 01′ 36″ est                 | « PA00105558 »                                   | Inscrit                                          | 1987                                             | Image manquante Téléverser                           |
| Église Notre-Dame de Chasseignes de Mouterre-Silly            | Mouterre-Silly                 |                                                   | 46° 58′ 06″ nord, 0° 01′ 51″ est                 | « PA00105560 »                                   | Inscrit Classé                                   | 1926 2014                                        | Église Notre-Dame de Chasseignes de Mouterre-Silly   |
| Église Saint-Maximin de Mouterre-Silly                        | Mouterre-Silly                 |                                                   | 46° 58′ 30″ nord, 0° 02′ 43″ est                 | « PA00105559 »                                   | Inscrit                                          | 1935                                             | Église Saint-Maximin de Mouterre-Silly               |
| Château de la Tour-de-Naintré                                 | Naintré                        |                                                   | 46° 46′ 14″ nord, 0° 27′ 59″ est                 | « PA00105561 »                                   | Inscrit                                          | 1973                                             | Château de la Tour-de-Naintré                        |
| Logis de la Fontfermée                                        | Naintré                        |                                                   | 46° 48′ 13″ nord, 0° 29′ 07″ est                 | « PA86000061 »                                   | Inscrit                                          | 2022                                             | Image manquante Téléverser                           |
| Menhir du Vieux-Poitiers                                      | Naintré                        |                                                   | 46° 45′ 52″ nord, 0° 30′ 38″ est                 | « PA00105562 »                                   | Classé                                           | 1892                                             | Menhir du Vieux-Poitiers                             |
| Menhir-polissoir de Souhé                                     | Naintré                        |                                                   | 46° 45′ 37″ nord, 0° 28′ 50″ est                 | « PA00105793 »                                   | Inscrit                                          | 1989                                             | Menhir-polissoir de Souhé                            |
| Théâtre gallo-romain de Naintré                               | Naintré                        | Le Vieux-Poitiers                                 | 46° 45′ 42″ nord, 0° 30′ 45″ est                 | « PA00105563 »                                   | Classé Inscrit                                   | 1970 1971                                        | Théâtre gallo-romain de Naintré                      |
| Église Saint-Hilaire de Nalliers église, presbytère           | Nalliers                       |                                                   | 46° 36′ 08″ nord, 0° 52′ 01″ est                 | « PA00125696 »                                   | Inscrit                                          | 1993                                             | Église Saint-Hilaire de Nallierséglise, presbytère   |
| Château de Furigny                                            | Neuville-de-Poitou             | 35 rue de Cissé                                   | 46° 40′ 27″ nord, 0° 14′ 46″ est                 | « PA00105564 »                                   | Inscrit                                          | 1935                                             | Château de Furigny                                   |
| Pierre Levée                                                  | Neuville-de-Poitou             | Bellefois                                         | 46° 41′ 23″ nord, 0° 15′ 48″ est                 | « PA00105565 »                                   | Classé                                           | 1900                                             | Pierre Levée                                         |
| Abbaye de Nouaillé-Maupertuis                                 | Nouaillé-Maupertuis            |                                                   | 46° 30′ 37″ nord, 0° 24′ 46″ est                 | « PA00105566 »                                   | Classé Inscrit                                   | 1846 1945 1957                                   | Abbaye de Nouaillé-Maupertuis                        |
| Chapelle de Monvinard                                         | Nouaillé-Maupertuis            |                                                   | 46° 30′ 33″ nord, 0° 25′ 16″ est                 | « PA00125697 »                                   | Inscrit                                          | 1993                                             | Image manquante Téléverser                           |
| Prieuré Notre-Dame d'Availles                                 | Nouaillé-Maupertuis            |                                                   | 46° 29′ 47″ nord, 0° 26′ 19″ est                 | « PA00105567 »                                   | Classé Inscrit                                   | 1924 1943 1972                                   | Image manquante Téléverser                           |
| Château de Puygarreau (une partie du domaine)                 | Orches                         |                                                   | 46° 51′ 48″ nord, 0° 21′ 14″ est                 | « PA00105568 »                                   | Inscrit                                          | 1988                                             | Image manquante Téléverser                           |
| Église Saint-Hilaire d'Orches                                 | Orches                         |                                                   | 46° 52′ 58″ nord, 0° 19′ 17″ est                 | « PA00105569 »                                   | Inscrit                                          | 1935                                             | Image manquante Téléverser                           |
| Polissoir à Beauregard                                        | Orches                         |                                                   | 46° 53′ 22″ nord, 0° 20′ 35″ est                 | « PA00105570 »                                   | Classé                                           | 1932                                             | Image manquante Téléverser                           |
| Chapelle Sainte-Sulpice des Ormes                             | Les Ormes                      |                                                   | 46° 56′ 39″ nord, 0° 37′ 53″ est                 | « PA00105571 »                                   | Inscrit                                          | 1969                                             | Image manquante Téléverser                           |
| Château des Ormes                                             | Les Ormes                      |                                                   | 46° 58′ 31″ nord, 0° 36′ 06″ est                 | « PA00105572 »                                   | Classé Inscrit Classé                            | 1966 2005                                        | Château des Ormes                                    |
| Halle des Ormes                                               | Les Ormes                      | Place de l'Église                                 | 46° 58′ 28″ nord, 0° 36′ 09″ est                 | « PA00105573 »                                   | Inscrit                                          | 1934                                             | Halle des Ormes                                      |
| Poste à chevaux des Ormes                                     | Les Ormes                      |                                                   | 46° 58′ 31″ nord, 0° 36′ 18″ est                 | « PA00105794 »                                   | Classé                                           | 1994                                             | Image manquante Téléverser                           |
| Église Saint-Hilaire d'Ouzilly                                | Ouzilly                        |                                                   | 46° 46′ 32″ nord, 0° 21′ 45″ est                 | « PA00105574 »                                   | Inscrit                                          | 1933                                             | Église Saint-Hilaire d'Ouzilly                       |
| Église Saint-Sulpice d'Oyré                                   | Oyré                           |                                                   | 46° 52′ 23″ nord, 0° 37′ 41″ est                 | « PA00105575 »                                   | Classé                                           | 1914                                             | Église Saint-Sulpice d'Oyré                          |
| Logis de Champagne                                            | Paizay-le-Sec                  |                                                   | 46° 35′ 49″ nord, 0° 45′ 44″ est                 | « PA86000033 »                                   | Inscrit                                          | 2007                                             | Image manquante Téléverser                           |
| Église Notre-Dame de Payroux                                  | Payroux                        |                                                   | 46° 12′ 57″ nord, 0° 29′ 10″ est                 | « PA00105576 »                                   | Inscrit                                          | 1950                                             | Église Notre-Dame de Payroux                         |
| Château de la Mothe                                           | Persac                         |                                                   | 46° 20′ 43″ nord, 0° 42′ 24″ est                 | « PA00105577 »                                   | Inscrit                                          | 1984                                             | Image manquante Téléverser                           |
| Église Saint-Gervais-et-Saint-Protais de Persac               | Persac                         |                                                   | 46° 20′ 40″ nord, 0° 42′ 17″ est                 | « PA00105578 »                                   | Inscrit                                          | 1935                                             | Image manquante Téléverser                           |
| Château de Prunier                                            | Pindray                        |                                                   | 46° 27′ 56″ nord, 0° 51′ 18″ est                 | « PA00105579 »                                   | Inscrit                                          | 1973                                             | Château de Prunier                                   |
| Croix de cimetière de Plaisance croix, caveaux                | Plaisance                      |                                                   | 46° 19′ 50″ nord, 0° 52′ 20″ est                 | « PA00105580 »                                   | Classé                                           | 1917                                             | Image manquante Téléverser                           |
| Dolmen de Chiroux                                             | Plaisance                      |                                                   | 46° 17′ 42″ nord, 0° 51′ 11″ est                 | « PA00105581 »                                   | Classé                                           | 1986                                             | Dolmen de Chiroux                                    |
| Église Notre-Dame de Plaisance                                | Plaisance                      |                                                   | 46° 19′ 59″ nord, 0° 52′ 23″ est                 | « PA00105582 »                                   | Classé                                           | 1920                                             | Église Notre-Dame de Plaisance                       |
| Presbytère de Plaisance                                       | Plaisance                      | 1 rue Sainte-Catherine                            | 46° 19′ 58″ nord, 0° 52′ 24″ est                 | « PA00105583 »                                   | Inscrit                                          | 1970                                             | Image manquante Téléverser                           |
|                                                               | Poitiers                       | Voir liste des monuments historiques de Poitiers  | Voir liste des monuments historiques de Poitiers | Voir liste des monuments historiques de Poitiers | Voir liste des monuments historiques de Poitiers | Voir liste des monuments historiques de Poitiers | Voir liste des monuments historiques de Poitiers     |
| Domaine de Puyraveau                                          | Pouant                         | Puyraveau                                         | 46° 59′ 54″ nord, 0° 16′ 45″ est                 | « PA86000046 »                                   | Classé                                           | 2012                                             | Image manquante Téléverser                           |
| Église Saint-Martin de Pouillé                                | Pouillé                        |                                                   | 46° 32′ 10″ nord, 0° 34′ 34″ est                 | « PA00105659 »                                   | Inscrit                                          | 1973                                             | Église Saint-Martin de Pouillé                       |
| Église Saint-Just de Pressac                                  | Pressac                        |                                                   | 46° 06′ 57″ nord, 0° 34′ 15″ est                 | « PA00105660 »                                   | Classé                                           | 1987                                             | Église Saint-Just de Pressac                         |
| Château de la Roche-du-Maine                                  | Prinçay                        |                                                   | 46° 56′ 32″ nord, 0° 15′ 19″ est                 | « PA00105661 »                                   | Classé                                           | 1914                                             | Image manquante Téléverser                           |
| Église Sainte-Madeleine de Prinçay                            | Prinçay                        |                                                   | 46° 56′ 01″ nord, 0° 14′ 57″ est                 | « PA00105662 »                                   | Inscrit                                          | 1952                                             | Église Sainte-Madeleine de Prinçay                   |
| Logis de la Haute-Porte                                       | Prinçay                        |                                                   | 46° 55′ 52″ nord, 0° 14′ 41″ est                 | « PA00105795 »                                   | Inscrit                                          | 1989                                             | Image manquante Téléverser                           |
| Église Saint-Hilaire de Cenan de La Puye                      | La Puye                        |                                                   | 46° 39′ 00″ nord, 0° 43′ 43″ est                 | « PA86000020 »                                   | Inscrit                                          | 2002                                             | Église Saint-Hilaire de Cenan de La Puye             |
| Maison du Fadet                                               | La Puye                        | La Fadetterie                                     | 46° 38′ 24″ nord, 0° 43′ 32″ est                 | « PA00105663 »                                   | Classé                                           | 1948                                             | Image manquante Téléverser                           |
| Château de Fougeret                                           | Queaux                         |                                                   | 46° 20′ 20″ nord, 0° 40′ 28″ est                 | « PA86000040 »                                   | Inscrit                                          | 2010                                             | Château de Fougeret                                  |
| Château de la Messelière                                      | Queaux                         |                                                   | 46° 17′ 27″ nord, 0° 40′ 37″ est                 | « PA00105664 »                                   | Inscrit                                          | 1930                                             | Image manquante Téléverser                           |
| Château de Masseuil                                           | Quinçay                        |                                                   | 46° 37′ 35″ nord, 0° 12′ 47″ est                 | « PA00105665 »                                   | Inscrit                                          | 1963                                             | Image manquante Téléverser                           |
| Église Saint-Éleusippe de Quinçay                             | Quinçay                        |                                                   | 46° 36′ 25″ nord, 0° 14′ 15″ est                 | « PA00105666 »                                   | Inscrit                                          | 1926                                             | Église Saint-Éleusippe de Quinçay                    |
| Logis du Pré-Bernard                                          | Quinçay                        |                                                   | 46° 36′ 42″ nord, 0° 15′ 22″ est                 | « PA00105667 »                                   | Classé Inscrit                                   | 1990                                             | Image manquante Téléverser                           |
| Donjon de La Roche-Posay                                      | La Roche-Posay                 |                                                   | 46° 47′ 13″ nord, 0° 48′ 53″ est                 | « PA00105668 »                                   | Classé                                           | 1942                                             | Donjon de La Roche-Posay                             |
| Église Notre-Dame de La Roche-Posay                           | La Roche-Posay                 |                                                   | 46° 47′ 13″ nord, 0° 48′ 57″ est                 | « PA00105669 »                                   | Classé                                           | 1907                                             | Église Notre-Dame de La Roche-Posay                  |
| Porte de ville                                                | La Roche-Posay                 |                                                   | 46° 47′ 13″ nord, 0° 48′ 49″ est                 | « PA00105670 »                                   | Inscrit                                          | 1927                                             | Porte de ville                                       |
| Remparts de La Roche-Posay                                    | La Roche-Posay                 | Rue de la Celle Rue de l'Arceau Avenue de la Gare | 46° 47′ 14″ nord, 0° 48′ 47″ est                 | « PA00105671 »                                   | Inscrit                                          | 1937                                             | Remparts de La Roche-Posay                           |
| Dolmen de la Bie                                              | Le Rochereau                   | La Bie                                            | 46° 42′ 13″ nord, 0° 08′ 25″ est                 | « PA00105676 »                                   | Classé                                           | 1945                                             | Dolmen de la Bie                                     |
| Château de La Chapelle-Bellouin                               | La Roche-Rigault               |                                                   | 46° 57′ 27″ nord, 0° 11′ 11″ est                 | « PA00105672 »                                   | Inscrit                                          | 1932                                             | Image manquante Téléverser                           |
| Église du Bouchet                                             | La Roche-Rigault               |                                                   | 46° 57′ 31″ nord, 0° 09′ 23″ est                 | « PA00105674 »                                   | Inscrit                                          | 1925                                             | Église du Bouchet                                    |
| Église Saint-Germain de Claunay                               | La Roche-Rigault               |                                                   | 46° 59′ 29″ nord, 0° 11′ 37″ est                 | « PA00105675 »                                   | Classé                                           | 1926                                             | Église Saint-Germain de Claunay                      |
| Pierre-Levée de Maisonneuve                                   | La Roche-Rigault               |                                                   | 46° 57′ 31″ nord, 0° 08′ 11″ est                 | « PA00105673 »                                   | Classé                                           | 1956                                             | Image manquante Téléverser                           |
| Dolmen d'Andillé                                              | Roches-Prémarie-Andillé        |                                                   | 46° 28′ 58″ nord, 0° 23′ 19″ est                 | « PA86000007 »                                   | Inscrit                                          | 1997                                             | Image manquante Téléverser                           |
| Dolmen de Pouzac 1                                            | Roches-Prémarie-Andillé        | La Pierre Levée                                   | 46° 28′ 46″ nord, 0° 20′ 31″ est                 | « PA00105677 »                                   | Classé                                           | 1977                                             | Dolmen de Pouzac 1                                   |
| Église d'Andillé                                              | Roches-Prémarie-Andillé        |                                                   | 46° 28′ 44″ nord, 0° 19′ 58″ est                 | « PA00105678 »                                   | Inscrit                                          | 1935                                             | Image manquante Téléverser                           |
| Prieuré de Raboué                                             | Roches-Prémarie-Andillé        |                                                   | 46° 28′ 29″ nord, 0° 23′ 36″ est                 | « PA00105679 »                                   | Classé                                           | 1979                                             | Image manquante Téléverser                           |
| Château de la Roche-Marteau ou Roche-Martel ou Roche-du-Maine | Roiffé                         |                                                   | 47° 07′ 52″ nord, 0° 03′ 12″ est                 | « PA86000030 »                                   | Inscrit                                          | 2005                                             | Image manquante Téléverser                           |
| Église Saint-Laurent de Romagne                               | Romagne                        |                                                   | 46° 16′ 15″ nord, 0° 18′ 07″ est                 | « PA00125699 »                                   | Inscrit                                          | 1993                                             | Église Saint-Laurent de Romagne                      |
| Église Saint-Hilaire de Rouillé                               | Rouillé                        |                                                   | 46° 25′ 12″ nord, 0° 02′ 26″ est                 | « PA00105680 »                                   | Inscrit                                          | 1935                                             | Église Saint-Hilaire de Rouillé                      |
| Temple protestant de Rouillé                                  | Rouillé                        |                                                   | 46° 25′ 08″ nord, 0° 02′ 26″ est                 | « PA86000009 »                                   | Inscrit                                          | 1998                                             | Temple protestant de Rouillé                         |
| Abbaye de Saint-Benoît                                        | Saint-Benoît                   | 2 impasse du Prieuré                              | 46° 32′ 58″ nord, 0° 20′ 28″ est                 | « PA00105681 »                                   | Classé Inscrit Classé                            | 1984 1996 1998                                   | Image manquante Téléverser                           |
| Aqueduc romain de l'Hermitage                                 | Saint-Benoît                   |                                                   | 46° 33′ 28″ nord, 0° 19′ 24″ est                 | « PA00105682 »                                   | Inscrit                                          | 1927                                             | Image manquante Téléverser                           |
| Château du Fief-Clairet                                       | Saint-Benoît                   |                                                   | 46° 33′ 03″ nord, 0° 18′ 55″ est                 | « PA00105683 »                                   | Classé                                           | 1959                                             | Image manquante Téléverser                           |
| Église Saint-Christophe de Saint-Christophe                   | Saint-Christophe               |                                                   | 46° 55′ 13″ nord, 0° 22′ 14″ est                 | « PA00105684 »                                   | Inscrit                                          | 1937                                             | Église Saint-Christophe de Saint-Christophe          |
| Pierre Fitte                                                  | Saint-Cyr                      |                                                   | 46° 43′ 11″ nord, 0° 27′ 28″ est                 | « PA00105685 »                                   | Classé                                           | 1932                                             | Image manquante Téléverser                           |
| Tumulus de la Haute Flotte                                    | Saint-Cyr                      | Lacheneau Nord                                    | 46° 43′ 20″ nord, 0° 28′ 06″ est                 | « PA00105806 »                                   | Inscrit                                          | 1991                                             | Image manquante Téléverser                           |
| Château de la Roche-d'Orillac                                 | Saint-Gaudent                  |                                                   | 46° 06′ 15″ nord, 0° 17′ 52″ est                 | « PA00105686 »                                   | Inscrit                                          | 1935                                             | Image manquante Téléverser                           |
| Château d'Habin                                               | Saint-Genest-d'Ambière         |                                                   | 46° 49′ 37″ nord, 0° 20′ 29″ est                 | « PA86000024 »                                   | Inscrit                                          | 2004                                             | Image manquante Téléverser                           |
| Château de Puygarreau                                         | Saint-Genest-d'Ambière         |                                                   | 46° 51′ 27″ nord, 0° 21′ 36″ est                 | « PA00105687 »                                   | Inscrit                                          | 1988                                             | Image manquante Téléverser                           |
| Château de Vayres                                             | Saint-Georges-lès-Baillargeaux |                                                   | 46° 39′ 39″ nord, 0° 23′ 24″ est                 | « PA00105688 »                                   | Inscrit Classé                                   | 1959 1966 1994                                   | Château de Vayres                                    |
| Pierre levée d'Aillé                                          | Saint-Georges-lès-Baillargeaux |                                                   | 46° 41′ 02″ nord, 0° 24′ 19″ est                 | « PA00105689 »                                   | Classé                                           | 1932                                             | Pierre levée d'Aillé                                 |
| Église Saint-Germain de Saint-Germain                         | Saint-Germain                  |                                                   | 46° 33′ 38″ nord, 0° 51′ 59″ est                 | « PA00105690 »                                   | Inscrit                                          | 1927                                             | Église Saint-Germain de Saint-Germain                |
| Église Saint-Pierre de Frontenay-sur-Dives                    | Saint-Jean-de-Sauves           |                                                   | 46° 50′ 47″ nord, 0° 03′ 10″ est                 | « PA00105691 »                                   | Inscrit                                          | 1926                                             | Église Saint-Pierre de Frontenay-sur-Dives           |
| Château de Saint-Julien-l'Ars                                 | Saint-Julien-l'Ars             |                                                   | 46° 33′ 19″ nord, 0° 30′ 21″ est                 | « PA00105692 »                                   | Inscrit                                          | 1930                                             | Château de Saint-Julien-l'Ars                        |
| Dolmen de Chantebrault                                        | Saint-Laon                     |                                                   | 46° 57′ 35″ nord, 0° 01′ 34″ ouest               | « PA00105693 »                                   | Classé                                           | 1956                                             | Image manquante Téléverser                           |
| Petite Pierre Levée                                           | Saint-Laon                     |                                                   | 46° 57′ 38″ nord, 0° 01′ 36″ ouest               | « PA00105694 »                                   | Classé                                           | 1957                                             | Image manquante Téléverser                           |
| Pierre de Verre                                               | Saint-Laon                     |                                                   | 46° 58′ 48″ nord, 0° 01′ 26″ ouest               | « PA00105695 »                                   | Classé                                           | 1957                                             | Image manquante Téléverser                           |
| Dolmen de la Fontaine                                         | Saint-Léger-de-Montbrillais    | La Fontaine de Son                                | 47° 05′ 00″ nord, 0° 01′ 37″ ouest               | « PA00105697 »                                   | Classé                                           | 1955                                             | Dolmen de la Fontaine                                |
| Dolmen de Saint-Léger-de-Montbrillais                         | Saint-Léger-de-Montbrillais    | La Fontaine de Son                                | 47° 05′ 00″ nord, 0° 01′ 40″ ouest               | « PA00105696 »                                   | Classé                                           | 1955                                             | Dolmen de Saint-Léger-de-Montbrillais                |
| Église Saint-Léger de Saint-Léger-de-Montbrillais             | Saint-Léger-de-Montbrillais    |                                                   | 47° 04′ 18″ nord, 0° 02′ 35″ ouest               | « PA00105698 »                                   | Inscrit                                          | 1926                                             | Église Saint-Léger de Saint-Léger-de-Montbrillais    |
| Logis de Rouvraye                                             | Saint-Léger-de-Montbrillais    |                                                   | 47° 04′ 37″ nord, 0° 01′ 48″ ouest               | « PA86000037 »                                   | Inscrit                                          | 2009                                             | Logis de Rouvraye                                    |
| Vestiges gallo-romains de Mazamas                             | Saint-Léomer                   | Le Chiron                                         | 46° 23′ 57″ nord, 0° 58′ 21″ est                 | « PA00105699 »                                   | Classé                                           | 1973                                             | Image manquante Téléverser                           |
| Abbaye Notre-Dame de la Réau                                  | Saint-Martin-l'Ars             | La Réau                                           | 46° 11′ 40″ nord, 0° 32′ 57″ est                 | « PA00105700 »                                   | Classé                                           | 1941 1994                                        | Abbaye Notre-Dame de la Réau                         |
| Dolmens Villaigue                                             | Saint-Martin-l'Ars             | Les Bertaudières                                  | 46° 14′ 03″ nord, 0° 32′ 26″ est                 | « PA00105701 »                                   | Inscrit                                          | 1980                                             | Image manquante Téléverser                           |
| Château de Galmoisin                                          | Saint-Maurice-la-Clouère       |                                                   | 46° 22′ 47″ nord, 0° 23′ 57″ est                 | « PA00105796 »                                   | Inscrit                                          | 1989                                             | Image manquante Téléverser                           |
| Église Saint-Maurice de Saint-Maurice-la-Clouère              | Saint-Maurice-la-Clouère       |                                                   | 46° 22′ 36″ nord, 0° 24′ 37″ est                 | « PA00105702 »                                   | Classé                                           | 1890 1938                                        | Église Saint-Maurice de Saint-Maurice-la-Clouère     |
| Château de Léray                                              | Saint-Pierre-d'Exideuil        |                                                   | 46° 08′ 28″ nord, 0° 14′ 42″ est                 | « PA00105703 »                                   | Inscrit                                          | 1932                                             | Château de Léray                                     |
| Église Saint-Pierre de Saint-Pierre-d'Exideuil                | Saint-Pierre-d'Exideuil        |                                                   | 46° 09′ 02″ nord, 0° 16′ 11″ est                 | « PA00105704 »                                   | Classé                                           | 1904                                             | Église Saint-Pierre de Saint-Pierre-d'Exideuil       |
| Château de la Guitière                                        | Saint-Pierre-de-Maillé         |                                                   | 46° 39′ 32″ nord, 0° 50′ 04″ est                 | « PA86000034 »                                   | Inscrit                                          | 2007                                             | Château de la Guitière                               |
| Château de Jutreau                                            | Saint-Pierre-de-Maillé         |                                                   | 46° 42′ 05″ nord, 0° 51′ 11″ est                 | « PA00105705 »                                   | Inscrit                                          | 1935                                             | Château de Jutreau                                   |
| Grotte des Cottès                                             | Saint-Pierre-de-Maillé         |                                                   | 46° 41′ 40″ nord, 0° 50′ 35″ est                 | « PA86000053 »                                   | Classé                                           | 2017                                             | Image manquante Téléverser                           |
| Château de la Chaise                                          | Saint-Rémy-sur-Creuse          |                                                   | 46° 56′ 34″ nord, 0° 41′ 31″ est                 | « PA00105706 »                                   | Inscrit                                          | 1967                                             | Image manquante Téléverser                           |
| Église Saint-Romain de Saint-Sauvant                          | Saint-Sauvant                  |                                                   | 46° 21′ 35″ nord, 0° 03′ 23″ est                 | « PA00105707 »                                   | Classé                                           | 1979                                             | Église Saint-Romain de Saint-Sauvant                 |
| Cimetière de Saint-Sauveur                                    | Saint-Sauveur                  |                                                   | 46° 48′ 30″ nord, 0° 37′ 22″ est                 | « PA00105708 »                                   | Classé                                           | 1937                                             | Cimetière de Saint-Sauveur                           |
| Commanderie de la Foucaudière                                 | Saint-Sauveur                  |                                                   | 46° 48′ 30″ nord, 0° 37′ 21″ est                 | « PA00105709 »                                   | Inscrit                                          | 1932                                             | Commanderie de la Foucaudière                        |
| Église Saint-Antoine de Saint-Sauveur église, cloître         | Saint-Sauveur                  |                                                   | 46° 48′ 31″ nord, 0° 37′ 22″ est                 | « PA00105710 »                                   | Classé                                           | 1910 1913                                        | Église Saint-Antoine de Saint-Sauveuréglise, cloître |
| Abbatiale Saint-Savin-Saint-Cyprien de Saint-Savin            | Saint-Savin                    |                                                   | 46° 33′ 53″ nord, 0° 51′ 58″ est                 | « PA00105712 »                                   | Classé                                           | 1840                                             | Abbatiale Saint-Savin-Saint-Cyprien de Saint-Savin   |
| Abbaye de Saint-Savin-sur-Gartempe                            | Saint-Savin                    |                                                   | 46° 33′ 50″ nord, 0° 51′ 57″ est                 | « PA00105711 »                                   | Classé Inscrit Classé                            | 1974 1978                                        | Abbaye de Saint-Savin-sur-Gartempe                   |
| Manoir du Grand-Breuil                                        | Saint-Savin                    |                                                   | 46° 34′ 52″ nord, 0° 50′ 44″ est                 | « PA86000051 »                                   | Inscrit                                          | 2015                                             | Image manquante Téléverser                           |
| Pont de Saint-Savin                                           | Saint-Savin                    | R.N. 151                                          | 46° 33′ 57″ nord, 0° 52′ 06″ est                 | « PA00105713 »                                   | Classé                                           | 1896                                             | Pont de Saint-Savin                                  |
| Maison forte de Crouailles                                    | Saires                         |                                                   | 46° 54′ 43″ nord, 0° 13′ 10″ est                 | « PA86000041 »                                   | Inscrit                                          | 2010                                             | Image manquante Téléverser                           |
| Église Sainte-Radegonde de Saix                               | Saix                           |                                                   | 47° 08′ 11″ nord, 0° 00′ 02″ est                 | « PA00105714 »                                   | Inscrit                                          | 1939                                             | Image manquante Téléverser                           |
| Château de la Grande Jaille                                   | Sammarçolles                   |                                                   | 47° 01′ 53″ nord, 0° 09′ 01″ est                 | « PA00105715 »                                   | Classé Inscrit                                   | 1928 1969 2011                                   | Image manquante Téléverser                           |
| Château de la Coincardière                                    | Sanxay                         |                                                   | 46° 30′ 28″ nord, 0° 00′ 28″ ouest               | « PA00105716 »                                   | Inscrit                                          | 1935                                             | Image manquante Téléverser                           |
| Château de Marconnay                                          | Sanxay                         |                                                   | 46° 31′ 05″ nord, 0° 00′ 51″ ouest               | « PA00105717 »                                   | Classé                                           | 1929 2005                                        | Château de Marconnay                                 |
| Église Saint-Pierre de Sanxay                                 | Sanxay                         |                                                   | 46° 29′ 40″ nord, 0° 00′ 25″ ouest               | « PA00105718 »                                   | Inscrit                                          | 1926                                             | Église Saint-Pierre de Sanxay                        |
| Maison                                                        | Sanxay                         | Grand'Rue                                         | 46° 29′ 37″ nord, 0° 00′ 27″ ouest               | « PA00105719 »                                   | Inscrit                                          | 1927                                             | Image manquante Téléverser                           |
| Maison                                                        | Sanxay                         | Route de Vasles                                   | 46° 29′ 36″ nord, 0° 00′ 28″ ouest               | « PA00105720 »                                   | Inscrit                                          | 1935                                             | Image manquante Téléverser                           |
| Site antique de Sanxay (Théâtre)                              | Sanxay                         |                                                   | 46° 29′ 42″ nord, 0° 01′ 19″ ouest               | « PA00105721 »                                   | Classé                                           | 1882                                             | Site antique de Sanxay (Théâtre)                     |
| Chapelle de Saulgé                                            | Saulgé                         |                                                   | 46° 22′ 42″ nord, 0° 52′ 29″ est                 | « PA86000039 »                                   | Inscrit Classé                                   | 2010                                             | Image manquante Téléverser                           |
| Donjon de Lenest                                              | Saulgé                         |                                                   | 46° 21′ 48″ nord, 0° 54′ 35″ est                 | « PA00105722 »                                   | Classé                                           | 1990                                             | Image manquante Téléverser                           |
| Église Saint-Pierre de Savigny-sous-Faye                      | Savigny-sous-Faye              |                                                   | 46° 52′ 13″ nord, 0° 17′ 12″ est                 | « PA00105723 »                                   | Classé                                           | 1994                                             | Église Saint-Pierre de Savigny-sous-Faye             |
| Château de Clairvaux                                          | Scorbé-Clairvaux               |                                                   | 46° 48′ 26″ nord, 0° 24′ 46″ est                 | « PA00105724 »                                   | Inscrit Classé Inscrit                           | 1928 1929 2001                                   | Château de Clairvaux                                 |
| Château du Haut-Clairvaux                                     | Scorbé-Clairvaux               |                                                   | 46° 49′ 33″ nord, 0° 25′ 05″ est                 | « PA00105725 »                                   | Classé                                           | 1926                                             | Image manquante Téléverser                           |
| Château des Robinières                                        | Scorbé-Clairvaux               |                                                   | 46° 49′ 29″ nord, 0° 25′ 15″ est                 | « PA00105726 »                                   | Inscrit                                          | 1984                                             | Image manquante Téléverser                           |
| Église Saint-Hilaire de Scorbé-Clairvaux                      | Scorbé-Clairvaux               |                                                   | 46° 48′ 44″ nord, 0° 25′ 03″ est                 | « PA00132788 »                                   | Inscrit                                          | 1994                                             | Image manquante Téléverser                           |
| Halles de Scorbé-Clairvaux                                    | Scorbé-Clairvaux               |                                                   | 46° 48′ 38″ nord, 0° 24′ 45″ est                 | « PA00105727 »                                   | Inscrit                                          | 1967                                             | Halles de Scorbé-Clairvaux                           |
| Prieuré de Scorbé-Clairvaux                                   | Scorbé-Clairvaux               | 5 rue Hugues de Clairvaux                         | 46° 49′ 04″ nord, 0° 24′ 54″ est                 | « PA00105728 »                                   | Inscrit                                          | 1929                                             | Image manquante Téléverser                           |
| Église Saint-Étienne de Sérigny                               | Sérigny                        |                                                   | 46° 54′ 23″ nord, 0° 20′ 57″ est                 | « PA00105729 »                                   | Inscrit                                          | 1935                                             | Image manquante Téléverser                           |
| Cimetière de Sèvres-Anxaumont Croix du XIVe siècle            | Sèvres-Anxaumont               |                                                   | 46° 34′ 14″ nord, 0° 27′ 57″ est                 | « PA00105730 »                                   | Classé                                           | 1928                                             | Cimetière de Sèvres-AnxaumontCroix du XIVe siècle    |
| Église Saint-Nicolas de Sèvres-Anxaumont                      | Sèvres-Anxaumont               |                                                   | 46° 34′ 13″ nord, 0° 27′ 56″ est                 | « PA00105731 »                                   | Inscrit                                          | 1935                                             | Église Saint-Nicolas de Sèvres-Anxaumont             |
| Dolmen de la Bassetière I                                     | Sillars                        | Les Pièces de la Bassetière                       | 46° 24′ 02″ nord, 0° 46′ 45″ est                 | « PA00105732 »                                   | Inscrit                                          | 1984                                             | Image manquante Téléverser                           |
| Château de Sommières-du-Clain                                 | Sommières-du-Clain             |                                                   | 46° 16′ 35″ nord, 0° 21′ 29″ est                 | « PA00105733 »                                   | Inscrit                                          | 1988                                             | Château de Sommières-du-Clain                        |
| Église Saint-Gaudent de Sommières-du-Clain                    | Sommières-du-Clain             |                                                   | 46° 16′ 38″ nord, 0° 21′ 26″ est                 | « PA00105734 »                                   | Inscrit                                          | 1935                                             | Église Saint-Gaudent de Sommières-du-Clain           |
| Église Saint-Pierre de Sossais                                | Sossais                        |                                                   | 46° 51′ 34″ nord, 0° 23′ 08″ est                 | « PA00105735 »                                   | Inscrit                                          | 1937                                             | Image manquante Téléverser                           |
| Château de Cibioux                                            | Surin                          |                                                   | 46° 04′ 32″ nord, 0° 21′ 48″ est                 | « PA00105736 »                                   | Inscrit                                          | 1983                                             | Image manquante Téléverser                           |
| Église Saint-Hilaire de Surin                                 | Surin                          |                                                   | 46° 04′ 40″ nord, 0° 22′ 15″ est                 | « PA00105737 »                                   | Inscrit                                          | 1935                                             | Église Saint-Hilaire de Surin                        |
| La Thibaudière                                                | Tercé                          |                                                   | 46° 30′ 44″ nord, 0° 35′ 32″ est                 | « PA86000003 »                                   | Inscrit                                          | 1996                                             | Image manquante Téléverser                           |
| Château de Ternay                                             | Ternay                         |                                                   | 47° 02′ 22″ nord, 0° 02′ 29″ ouest               | « PA00105739 »                                   | Inscrit Classé                                   | 1994 1996                                        | Château de Ternay                                    |
| Église Notre-Dame de Thollet                                  | Thollet                        |                                                   | 46° 25′ 17″ nord, 1° 07′ 20″ est                 | « PA00125700 »                                   | Inscrit                                          | 1993                                             | Image manquante Téléverser                           |
| Château d'Abain                                               | Thurageau                      |                                                   | 46° 45′ 32″ nord, 0° 13′ 20″ est                 | « PA00105740 »                                   | Inscrit                                          | 1925                                             | Château d'Abain                                      |
| Château de la Massardière                                     | Thuré                          |                                                   | 46° 50′ 25″ nord, 0° 27′ 21″ est                 | « PA00105741 »                                   | Classé                                           | 1932 1962                                        | Château de la Massardière                            |
| Église Saint-Pierre de Thuré                                  | Thuré                          |                                                   | 46° 49′ 53″ nord, 0° 27′ 23″ est                 | « PA00105742 »                                   | Classé                                           | 1910                                             | Église Saint-Pierre de Thuré                         |
| Dolmens de Bernazay                                           | Les Trois-Moutiers             |                                                   | 47° 03′ 07″ nord, 0° 00′ 59″ est                 | « PA00105743 »                                   | Classé                                           | 1957                                             | Dolmens de Bernazay                                  |
| Roche-Vernaize                                                | Les Trois-Moutiers             |                                                   | 47° 03′ 11″ nord, 0° 00′ 38″ est                 | « PA00105744 »                                   | Classé                                           | 1957                                             | Roche-Vernaize                                       |
| Dolmen de Vaon                                                | Les Trois-Moutiers             |                                                   | 47° 03′ 41″ nord, 0° 00′ 06″ est                 | « PA00105745 »                                   | Classé                                           | 1956                                             | Dolmen de Vaon                                       |
| Manoir de Champdoiseau                                        | Les Trois-Moutiers             |                                                   | 47° 05′ 02″ nord, 0° 02′ 48″ est                 | « PA00105746 »                                   | Inscrit                                          | 1929                                             | Manoir de Champdoiseau                               |
| Pierre Levée de Courcu                                        | Les Trois-Moutiers             |                                                   | 47° 02′ 52″ nord, 0° 02′ 08″ ouest               | « PA00105747 »                                   | Inscrit                                          | 1957                                             | Image manquante Téléverser                           |
| Château de la Motte                                           | Usseau                         |                                                   | 46° 52′ 47″ nord, 0° 30′ 31″ est                 | « PA00105748 »                                   | Inscrit                                          | 2004                                             | Château de la Motte                                  |
| Église de Remeneuil                                           | Usseau                         |                                                   | 46° 52′ 04″ nord, 0° 29′ 58″ est                 | « PA86000021 »                                   | Inscrit                                          | 2002                                             | Image manquante Téléverser                           |
| Église Saint-Pierre-et-Saint-Paul d'Usson-du-Poitou           | Usson-du-Poitou                |                                                   | 46° 16′ 44″ nord, 0° 31′ 44″ est                 | « PA00105749 »                                   | Classé                                           | 1907                                             | Église Saint-Pierre-et-Saint-Paul d'Usson-du-Poitou  |
| Logis de la Guéronnière                                       | Usson-du-Poitou                |                                                   | 46° 16′ 01″ nord, 0° 31′ 46″ est                 | « PA86000038 »                                   | Inscrit                                          | 2009                                             | Image manquante Téléverser                           |
| Chapelle de Cubord                                            | Valdivienne                    |                                                   | 46° 28′ 53″ nord, 0° 39′ 05″ est                 | « PA00105750 »                                   | Classé                                           | 1924                                             | Image manquante Téléverser                           |
| Château de Morthemer                                          | Valdivienne                    |                                                   | 46° 28′ 29″ nord, 0° 36′ 44″ est                 | « PA00105752 »                                   | Inscrit                                          | 1927 2008                                        | Château de Morthemer                                 |
| Croix hosannière de Valdivienne                               | Valdivienne                    | Le Bois-Plaud                                     | 46° 30′ 40″ nord, 0° 38′ 25″ est                 | « PA00105751 »                                   | Inscrit                                          | 1986                                             | Image manquante Téléverser                           |
| Église Notre-Dame de La Chapelle-Morthemer                    | Valdivienne                    |                                                   | 46° 28′ 45″ nord, 0° 35′ 48″ est                 | « PA00105753 »                                   | Classé                                           | 1910                                             | Image manquante Téléverser                           |
| Église Notre-Dame de Morthemer                                | Valdivienne                    |                                                   | 46° 28′ 29″ nord, 0° 36′ 46″ est                 | « PA00105754 »                                   | Classé                                           | 1908                                             | Église Notre-Dame de Morthemer                       |
| Église Saint-Hilaire de Salles-en-Toulon                      | Valdivienne                    |                                                   | 46° 30′ 32″ nord, 0° 38′ 06″ est                 | « PA00105755 »                                   | Classé Inscrit                                   | 1924 1988                                        | Église Saint-Hilaire de Salles-en-Toulon             |
| Maisons                                                       | Valdivienne                    | 15-17 rue de l'Aumônerie                          | 46° 28′ 23″ nord, 0° 36′ 46″ est                 | « PA86000036 »                                   | Inscrit                                          | 2008                                             | Image manquante Téléverser                           |
| Église Notre-Dame de Vaux                                     | Vaux                           |                                                   | 46° 17′ 50″ nord, 0° 13′ 13″ est                 | « PA00105756 »                                   | Inscrit Classé                                   | 1928 1939                                        | Église Notre-Dame de Vaux                            |
| Église Notre-Dame de Vaux-sur-Vienne                          | Vaux-sur-Vienne                |                                                   | 46° 54′ 47″ nord, 0° 33′ 42″ est                 | « PA00105757 »                                   | Classé                                           | 1914                                             | Église Notre-Dame de Vaux-sur-Vienne                 |
| Château de Marmande                                           | Vellèches                      |                                                   | 46° 57′ 03″ nord, 0° 30′ 32″ est                 | « PA86000052 »                                   | Classé                                           | 2015                                             | Château de Marmande                                  |
| Église Notre-Dame de Vellèches                                | Vellèches                      |                                                   | 46° 56′ 32″ nord, 0° 31′ 55″ est                 | « PA86000012 »                                   | Inscrit                                          | 2001                                             | Image manquante Téléverser                           |
| Gentilhommière de la Rie                                      | Vellèches                      |                                                   | 46° 56′ 09″ nord, 0° 31′ 34″ est                 | « PA00105758 »                                   | Inscrit                                          | 1976                                             | Image manquante Téléverser                           |
| Château de Bonnivet                                           | Vendeuvre-du-Poitou            |                                                   | 46° 43′ 34″ nord, 0° 20′ 06″ est                 | « PA86000014 »                                   | Inscrit                                          | 2001                                             | Château de Bonnivet                                  |
| Château des Chézeaux                                          | Vendeuvre-du-Poitou            |                                                   | 46° 43′ 29″ nord, 0° 21′ 35″ est                 | « PA00105759 »                                   | Inscrit                                          | 1985                                             | Image manquante Téléverser                           |
| Château des Roches                                            | Vendeuvre-du-Poitou            | Les Roches                                        | 46° 43′ 42″ nord, 0° 18′ 47″ est                 | « PA00105760 »                                   | Classé Inscrit                                   | 1983                                             | Image manquante Téléverser                           |
| Croix du Grand-Gué                                            | Vendeuvre-du-Poitou            |                                                   | 46° 43′ 37″ nord, 0° 18′ 05″ est                 | « PA00105761 »                                   | Inscrit                                          | 1931                                             | Croix du Grand-Gué                                   |
| Église Saint-Aventin de Vendeuvre-du-Poitou                   | Vendeuvre-du-Poitou            |                                                   | 46° 44′ 08″ nord, 0° 18′ 37″ est                 | « PA00105762 »                                   | Classé Inscrit                                   | 1923 1927                                        | Église Saint-Aventin de Vendeuvre-du-Poitou          |
| Pigeonnier de Vendeuvre-du-Poitou                             | Vendeuvre-du-Poitou            | Bataille                                          | 46° 42′ 41″ nord, 0° 17′ 06″ est                 | « PA00105763 »                                   | Inscrit                                          | 1973                                             | Pigeonnier de Vendeuvre-du-Poitou                    |
| Tours Mirandes                                                | Vendeuvre-du-Poitou            | Les Épinettes                                     | 46° 44′ 24″ nord, 0° 17′ 38″ est                 | « PA00105764 »                                   | Classé                                           | 1981                                             | Tours Mirandes                                       |
| Château du Breuil                                             | Vernon                         |                                                   | 46° 26′ 29″ nord, 0° 28′ 33″ est                 | « PA00105765 »                                   | Inscrit                                          | 2004                                             | Image manquante Téléverser                           |
| Église Saint-Christophe de Vernon                             | Vernon                         |                                                   | 46° 26′ 27″ nord, 0° 28′ 37″ est                 | « PA00105766 »                                   | Inscrit                                          | 1931                                             | Image manquante Téléverser                           |
| Dolmen de Verrières                                           | Verrières                      | La Croix                                          | 46° 24′ 39″ nord, 0° 35′ 50″ est                 | « PA00105767 »                                   | Inscrit                                          | 1952                                             | Image manquante Téléverser                           |
| Château de Purnon                                             | Verrue                         | Moulin-Bigeard                                    | 46° 52′ 14″ nord, 0° 10′ 50″ est                 | « PA00105768 »                                   | Inscrit Classé                                   | 2023 1995                                        | Château de Purnon                                    |
| Château de Montpensier                                        | Vézières                       |                                                   | 47° 06′ 48″ nord, 0° 07′ 53″ est                 | « PA00105769 »                                   | Inscrit                                          | 1949                                             | Image manquante Téléverser                           |
| Église Saint-Pierre de Vézières                               | Vézières                       |                                                   | 47° 05′ 16″ nord, 0° 06′ 00″ est                 | « PA00105770 »                                   | Inscrit                                          | 1926                                             | Église Saint-Pierre de Vézières                      |
| Tour de Villiers-Boivin                                       | Vézières                       |                                                   | 47° 06′ 14″ nord, 0° 06′ 46″ est                 | « PA00105771 »                                   | Inscrit                                          | 1967                                             | Image manquante Téléverser                           |
| Château de la Brosse                                          | Vicq-sur-Gartempe              |                                                   | 46° 43′ 10″ nord, 0° 53′ 49″ est                 | « PA00105799 »                                   | Inscrit                                          | 1990                                             | Château de la Brosse                                 |
| Église Saint-Léger de Virey                                   | Vicq-sur-Gartempe              |                                                   | 46° 43′ 07″ nord, 0° 51′ 40″ est                 | « PA00105772 »                                   | Inscrit                                          | 1935                                             | Église Saint-Léger de Virey                          |
| Villa des Îles                                                | Vicq-sur-Gartempe              |                                                   | 46° 43′ 15″ nord, 0° 51′ 47″ est                 | « PA86000042 »                                   | Inscrit                                          | 2010                                             | Villa des Îles                                       |
| Église Saint-Georges du Vigeant                               | Le Vigeant                     |                                                   | 46° 13′ 29″ nord, 0° 38′ 58″ est                 | « PA00105773 »                                   | Classé                                           | 1907                                             | Église Saint-Georges du Vigeant                      |
| Commanderie Gaillard                                          | La Villedieu-du-Clain          |                                                   | 46° 27′ 35″ nord, 0° 22′ 06″ est                 | « PA00105774 »                                   | Inscrit                                          | 1988                                             | Image manquante Téléverser                           |
| Église Saint-Jean-Baptiste de La Villedieu-du-Clain           | La Villedieu-du-Clain          |                                                   | 46° 27′ 21″ nord, 0° 22′ 03″ est                 | « PA00105775 »                                   | Classé                                           | 1907                                             | Église Saint-Jean-Baptiste de La Villedieu-du-Clain  |
| Pierre Levée de Massigny                                      | Villiers                       | Pierre de Massigny                                | 46° 40′ 21″ nord, 0° 09′ 38″ est                 | « PA00105776 »                                   | Classé                                           | 1971                                             | Pierre Levée de Massigny                             |
| Château de Cercigny                                           | Vivonne                        |                                                   | 46° 23′ 55″ nord, 0° 14′ 44″ est                 | « PA00125701 »                                   | Inscrit                                          | 1993 1998                                        | Image manquante Téléverser                           |
| Château de La Planche                                         | Vivonne                        |                                                   | 46° 26′ 45″ nord, 0° 16′ 44″ est                 | « PA00105777 »                                   | Inscrit                                          | 1946                                             | Image manquante Téléverser                           |
| Église Saint-Georges de Vivonne                               | Vivonne                        |                                                   | 46° 25′ 33″ nord, 0° 15′ 40″ est                 | « PA00105778 »                                   | Classé                                           | 1912                                             | Église Saint-Georges de Vivonne                      |
| Manoir de Jorigny                                             | Vivonne                        |                                                   | 46° 25′ 03″ nord, 0° 15′ 26″ est                 | « PA00105780 »                                   | Inscrit                                          | 1973                                             | Image manquante Téléverser                           |
| Prieuré de Vivonne                                            | Vivonne                        |                                                   | 46° 25′ 32″ nord, 0° 15′ 41″ est                 | « PA00105779 »                                   | Inscrit                                          | 1935                                             | Image manquante Téléverser                           |
| Château de Grandmaison                                        | Vouillé                        |                                                   | 46° 38′ 28″ nord, 0° 09′ 50″ est                 | « PA00105781 »                                   | Inscrit                                          | 1928                                             | Image manquante Téléverser                           |
| Menhir de Roumaud                                             | Vouillé                        | Roumaud Gadiot                                    | 46° 38′ 22″ nord, 0° 08′ 47″ est                 | « PA00105782 »                                   | Classé                                           | 1969                                             | Image manquante Téléverser                           |
| Château de Chitré                                             | Vouneuil-sur-Vienne            |                                                   | 46° 44′ 00″ nord, 0° 33′ 30″ est                 | « PA00105783 »                                   | Inscrit Classé                                   | 1988 1990                                        | Image manquante Téléverser                           |
| Château du Fou                                                | Vouneuil-sur-Vienne            |                                                   | 46° 43′ 12″ nord, 0° 30′ 34″ est                 | « PA00105784 »                                   | Classé Inscrit                                   | 1953 2010                                        | Château du Fou                                       |
| Prieuré de Savigny                                            | Vouneuil-sur-Vienne            |                                                   | 46° 42′ 32″ nord, 0° 33′ 49″ est                 | « PA00105785 »                                   | Inscrit                                          | 1930 1990                                        | Image manquante Téléverser                           |
| Pigeonnier de Vouzailles                                      | Vouzailles                     |                                                   | 46° 42′ 32″ nord, 0° 05′ 47″ est                 | « PA00105786 »                                   | Inscrit                                          | 1986                                             | Image manquante Téléverser                           |
| Château d'Yversay                                             | Yversay                        |                                                   | 46° 40′ 50″ nord, 0° 12′ 55″ est                 | « PA00105787 »                                   | Inscrit                                          | 1988                                             | Château d'Yversay                                    |